# Gare de Cérons
La gare de Cérons est une gare ferroviaire française de la ligne de Bordeaux-Saint-Jean à Sète-Ville, située sur le territoire de la commune de Cérons, dans le département de la Gironde en région Nouvelle-Aquitaine.
Elle est mise en service en 1855 par la Compagnie des chemins de fer du Midi et du Canal latéral à la Garonne (Midi).
C'est une gare voyageurs de la Société nationale des chemins de fer français (SNCF) du réseau TER Nouvelle-Aquitaine, desservie par des trains express régionaux.

## Situation ferroviaire
Établie à 14 mètres d'altitude, la gare de Cérons est située au point kilométrique (PK) 29,854 de la ligne de Bordeaux-Saint-Jean à Sète-Ville, entre les gares de Podensac et de Barsac.

## Histoire

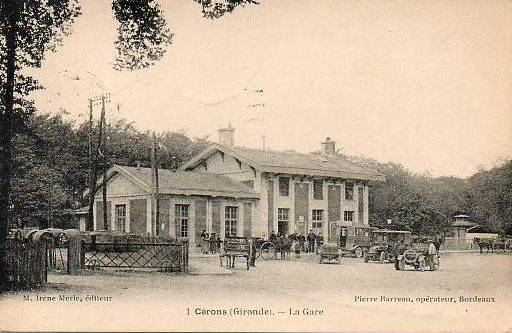
La gare au début du XXe siècle.

La station de Cérons est mise en service le 31 mai 1855 par la Compagnie des chemins de fer du Midi et du Canal latéral à la Garonne (Midi), lorsqu'elle ouvre à l'exploitation la section de Bordeaux à Langon de son chemin de fer de Bordeaux à Sète.
En 2016, c'est une gare voyageurs d'intérêt régional (catégorie B supérieur ou égal à 100 000 voyageurs par an), qui dispose de deux quais, un abri et une passerelle.

## Fréquentation
De 2015 à 2023, selon les estimations de la SNCF, la fréquentation annuelle de la gare s'élève aux nombres indiqués dans le tableau ci-dessous :
| Année                           | 2015    | 2016    | 2017    | 2018    | 2019    | 2020    | 2021    | 2022    | 2023    |
| ------------------------------- | ------- | ------- | ------- | ------- | ------- | ------- | ------- | ------- | ------- |
| Voyageurs seuls                 | 196 905 | 212 203 | 233 554 | 256 860 | 305 309 | 217 265 | 280 802 | 382 657 | 430 947 |
| Voyageurs seuls + non voyageurs | 246 131 | 265 254 | 291 943 | 321 075 | 381 636 | 271 582 | 351 003 | 478 322 | 538 684 |

## Service des voyageurs

### Accueil
Gare SNCF, elle dispose d'un bâtiment voyageurs, avec guichet, ouvert du lundi au samedi et fermé les dimanches et jours fériés. Elle est équipée d'automates pour l'achat de titres de transport TER.

### Desserte
Cérons est une gare voyageurs du réseau TER Nouvelle-Aquitaine, desservie par des trains express régionaux de la relation Bordeaux - Langon (ligne 43.2U) et Bordeaux - Agen (ligne 44).

### Intermodalité
Un parking pour les véhicules y est aménagé

## Galerie de photographies

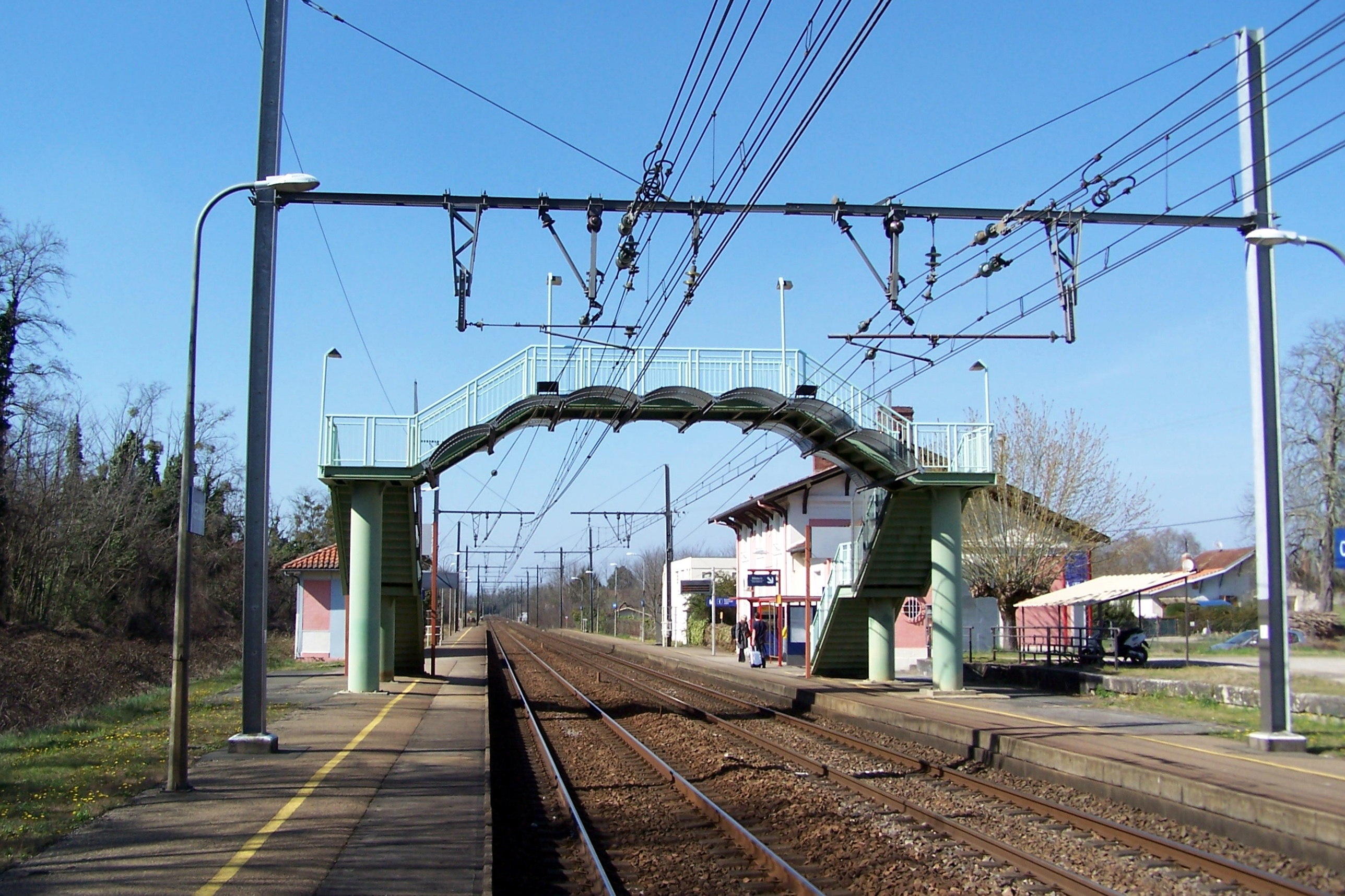
Les voies en direction de Podensac (mars 2012).
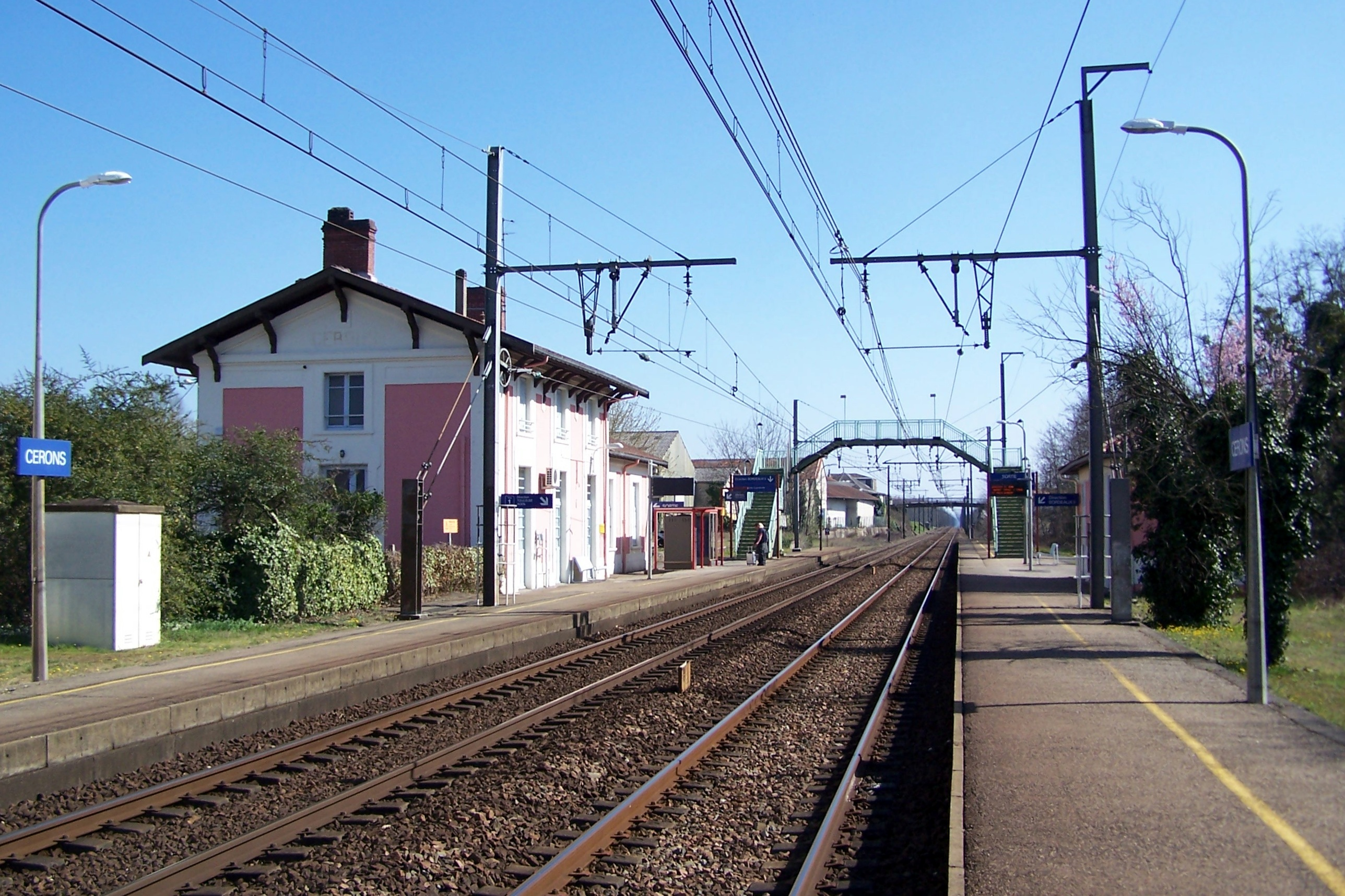
Les voies en direction de Barsac (mars 2012).